# Gutsbezirk Münsingen
Der Gutsbezirk Münsingen im Landkreis Reutlingen in Baden-Württemberg ist ein gemeindefreies Gebiet auf der Schwäbischen Alb. Er wurde am 1. Oktober 1942 gegründet und umfasst im Wesentlichen den ehemaligen Truppenübungsplatz Münsingen im Münsinger Hardt. Er ist neben Rheinau eines von zwei unbewohnten gemeindefreien Gebieten in Baden-Württemberg.
Der Gutsbezirk Münsingen war bis 2010 ein bewohntes gemeindefreies Gebiet. Die bewohnten Gebiete wurden zum 1. Januar 2011 rekommunalisiert.

## Geographie

### Nachbargemeinden
Folgende Städte und Gemeinden grenzen an den Gutsbezirk Münsingen, sie werden im Uhrzeigersinn beginnend im Norden genannt und gehören zum Landkreis Reutlingen¹ bzw. zum Alb-Donau-Kreis²: Römerstein¹, Laichingen², Heroldstatt², Schelklingen², Münsingen¹ und Bad Urach¹.

### Gliederung
Im Gutsbezirk Münsingen lagen die beiden Orte Barackenlager (Altes Lager) und Breithülen. Zum 1. Januar 2011 wurde das Alte Lager in die Stadt Münsingen eingegliedert, Breithülen wurde in die Gemeinde Heroldstatt im Alb-Donau-Kreis eingegliedert. Das 56,3 Hektar große und unbewohnte ehemalige Munitionsdepot Ingstetten wurde zum 1. Januar 2011 der Stadt Schelklingen zugeschlagen.

### Historische Geographie

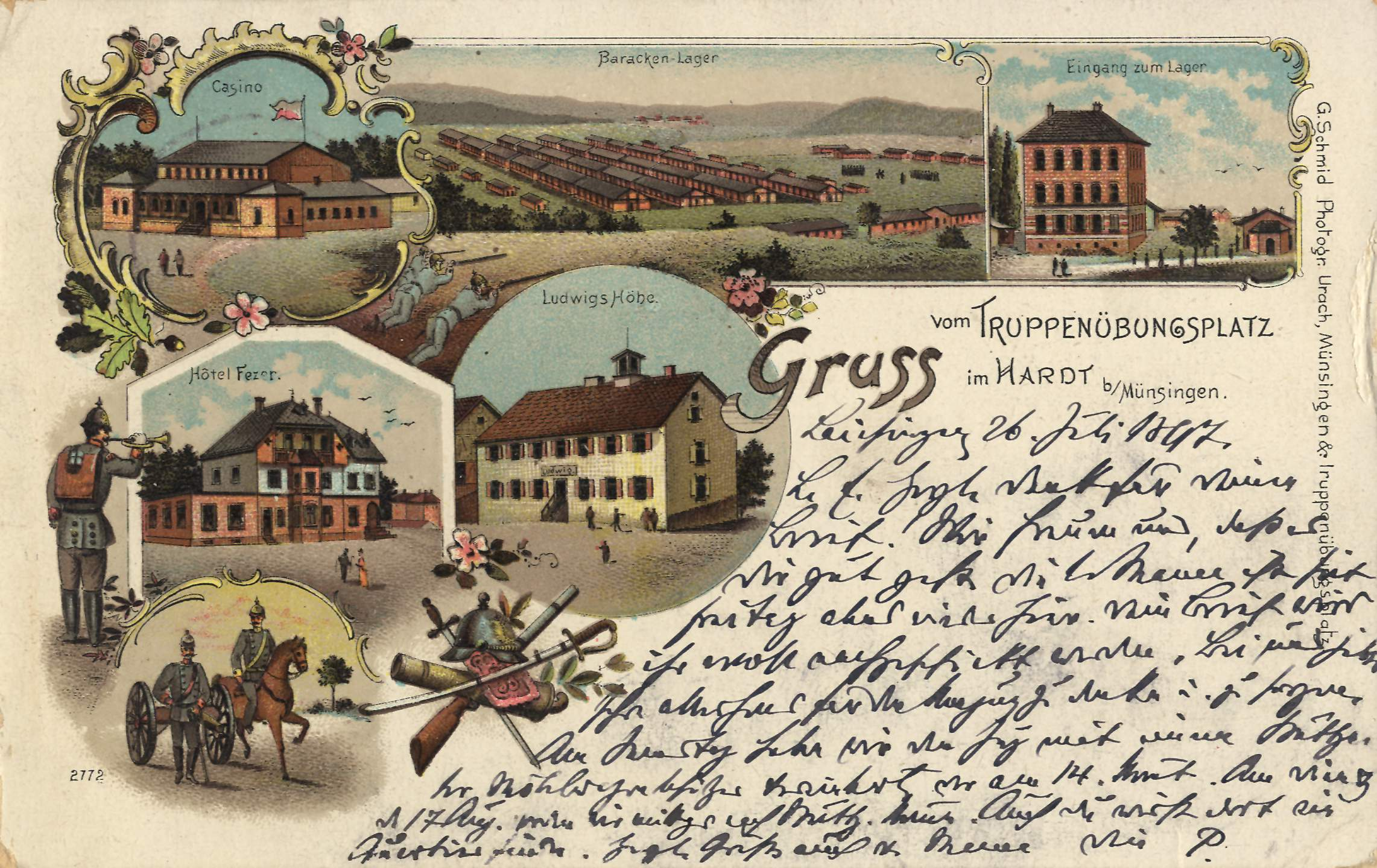
Truppenübungsplatz 1897

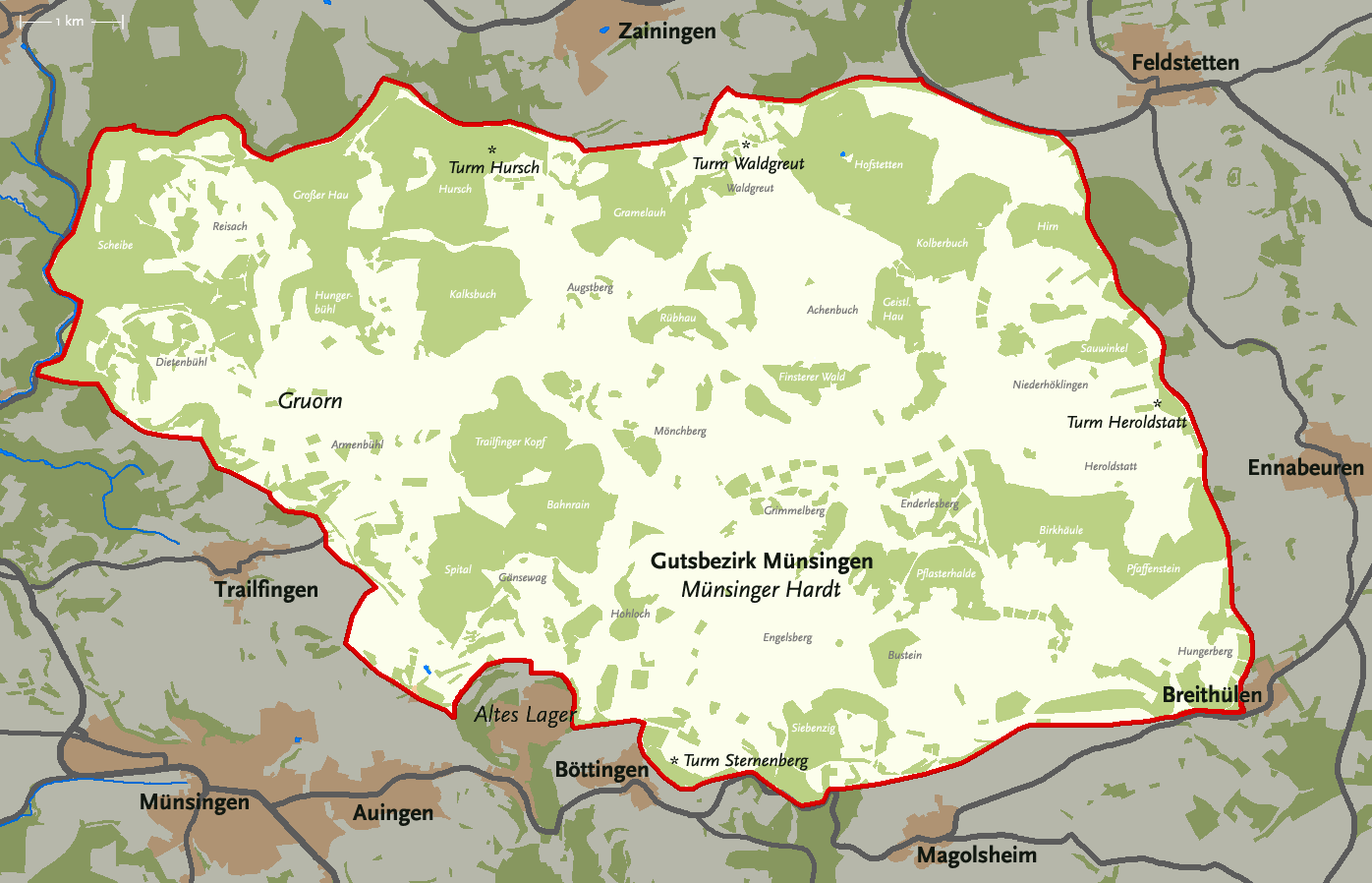
Karte des Gutsbezirks Münsingen

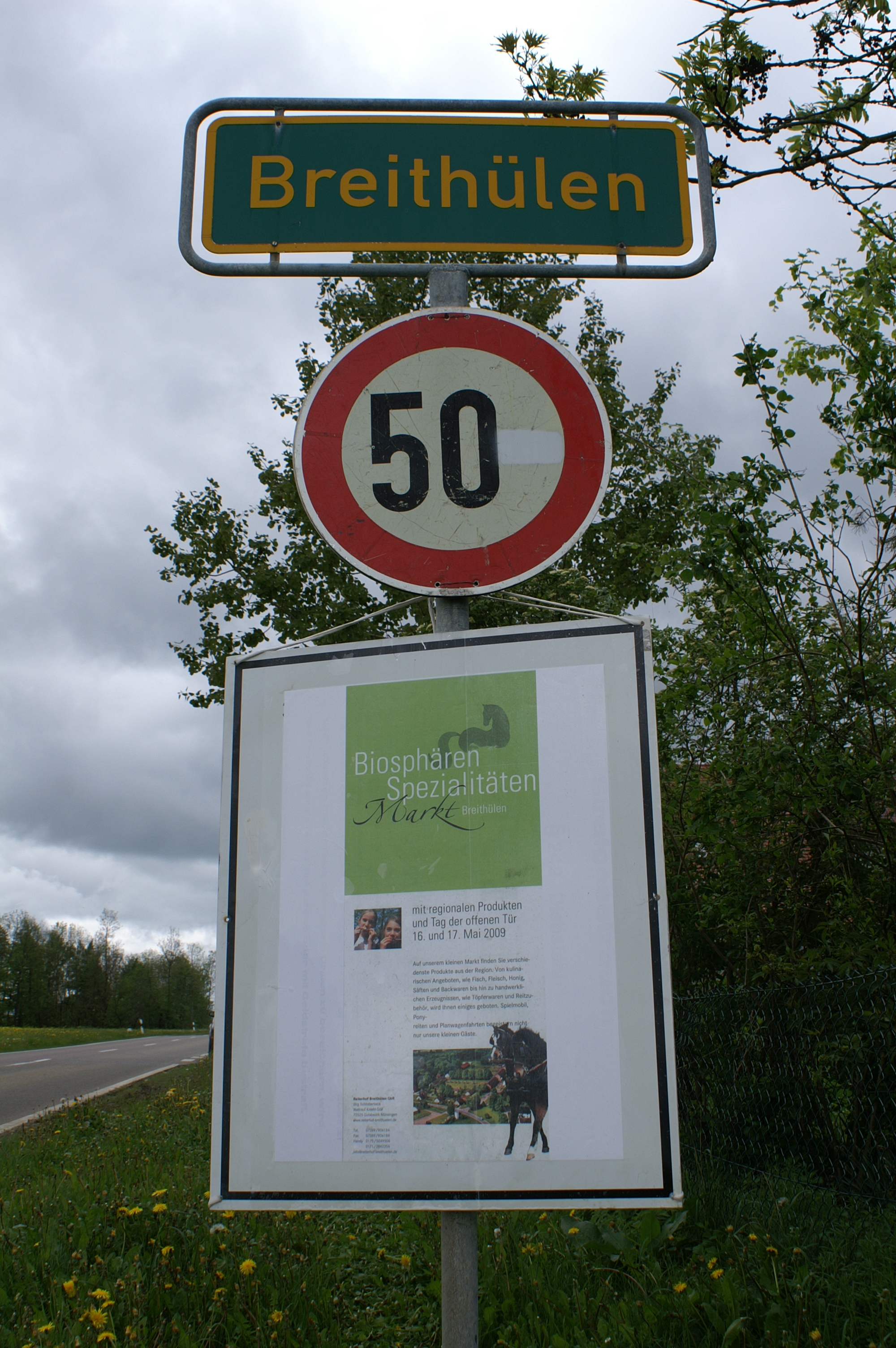
Breithülen, bis 2011 Teil des Gutsbezirks Münsingen

Im Gutsbezirk Münsingen liegen mehrere abgegangene (heute nicht mehr bestehende) Orte. Die meisten dieser Orte sind mit der Gründung des Truppenübungsplatzes 1895 und dessen Erweiterung 1938 aufgelöst worden. Die erste Erwähnung von Gruorn geht auf die erste Hälfte des 12. Jahrhunderts zurück. Die Gemeinde Gruorn kam mit der Erweiterung des Truppenübungsplatzes 1938 zum Truppenübungsplatz, die Einwohner des Dorfes wurden bis 1939 umgesiedelt. In der ehemaligen Gemarkung Münsingen lagen das 1855 entstandene Hofgut Achenbuch und das 1831 entstandene Rittergut Ludwigshöhe, die beide 1895 im Truppenübungsplatz aufgingen. In der ehemaligen Gemarkung Ennabeuren lagen der 1843 erbaute Ort Bäumlersburg, der ebenfalls 1895 zum Truppenübungsplatz kam, und das Dorf Heroldstatt, das 1130 als Heroluestetin erstmals erwähnt wurde. Die Dorfkirche wurde Anfang des 19. Jahrhunderts abgebrochen. Anstelle des abgegangenen Dorfes wurde 1858 ein Hof angelegt, der 1895 zum Truppenübungsplatz kam. Der um 1100 als Heggilingen erstmals erwähnte Ort Höcklingen und der 1595 als uf Waldstetten erstmals erwähnte Ort Waldstetten gehörten ebenfalls zur ehemaligen Gemarkung Ennabeuren. In der ehemaligen Gemarkung Zainingen lag die Hofstelle Schorstallhof.

### Bodennutzung
Nach der Flächenerhebung 2001 gliederte sich die Gesamtfläche von 66,98 km² folgendermaßen auf:
- Landwirtschaftsfläche: 48,61 km²
- Waldfläche: 16,90 km²
- Wasserfläche: 0,00 km²
- Siedlungs- und Verkehrsfläche: 1,47 km²
  - Gebäude- und Freifläche: 0,78 km²
  - Verkehrsfläche: 0,68 km²

### Schutzgebiete
Der Gutsbezirk gehört größtenteils zum FFH-Gebiet Münsinger Alb und zum Vogelschutzgebiet Mittlere Schwäbische Alb. Auf dem Gutsbezirk sind darüber hinaus zehn Kernzonen des Biosphärengebiets Schwäbische Alb ausgewiesen. Der Rest gehört bis auf wenige periphere Bereiche zu dessen Pflegezone.

## Geschichte

### 19. und 20. Jahrhundert
Der Truppenübungsplatz Münsingen war 1895 auf dem Gelände des sog. Münsinger Hardts von der Militärverwaltung Württembergs errichtet worden. 1897 wurde an der Südostecke des Platzes das Remontedepot Breithülen (77 ha) eingerichtet, dessen Aufgabe es war, für das württembergische Armee-Korps jährlich 250 Pferde bereitzustellen. Nach dem Ersten Weltkrieg wurde das Depot geschlossen, jedoch 1934 im Zuge der Aufrüstung der Wehrmacht neu gegründet.

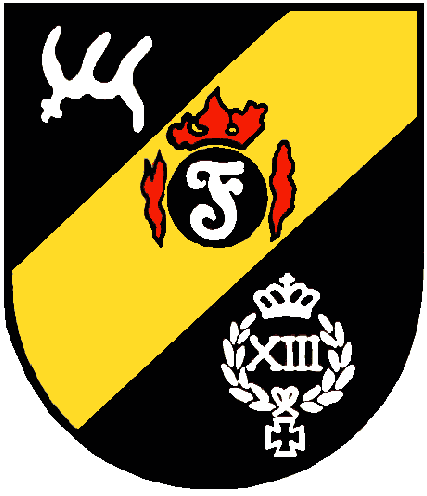
Wappen Truppenübungsplatz Münsingen

1938 wurde der Truppenübungsplatz Münsingen erweitert. Damals gingen die gesamte Gemarkung der Gemeinde Gruorn sowie Teile der Nachbargemeinden Auingen, Böhringen, Böttingen, Ennabeuren, Feldstetten, Hengen, Ingstetten, Magolsheim, Münsingen, Seeburg, Trailfingen und Zainingen in ihm auf. Zu diesem Zweck mussten die 665 Bewohner der Gemeinde Gruorn umgesiedelt werden, nachdem 1937 die Auflösung der Gemeinde beschlossen worden war. Die Umsiedlung geschah zwischen 1937 und 1939. Die Einwohner zogen in verschiedene Orte in Württemberg, Baden und Bayern.
Als 1942 das gemeindefreie Gebiet Heeresgutsbezirk Münsingen errichtet wurde, waren die Bediensteten des Depots die ersten Einwohner dieses Verwaltungsbezirks. Während des Zweiten Weltkriegs war der Truppenübungsplatz auch Aufstellungsort von militärischen Einheiten. So wurde hier 1944 die Infanterie-Division Münsingen, eine sogenannte Schatten-Division, aufgestellt. Nach Ende des Zweiten Weltkriegs übernahm die französische Besatzungsmacht den Truppenübungsplatz, der ab 1957 auch zur Hälfte von der Bundeswehr genutzt wurde.
Bis zur Kreisreform am 1. Januar 1973 gehörte der Gutsbezirk Münsingen zum Landkreis Münsingen und wechselte bei dessen Auflösung in den Landkreis Reutlingen.
Am 3. Oktober 1983 kam es auf dem Truppenübungsplatz zu einem Schießunglück: Ein Mörser der Heimatschutzbrigade 56 feuerte auf eine Stellung, die noch nicht von einem LKW mit Beobachtern geräumt worden war. Zwei Bundeswehrsoldaten wurden dabei getötet und 25 weitere Soldaten und Zivilisten zum Teil schwer verletzt.
1992 zogen die französischen Soldaten ab und überließen das gesamte Gelände der Bundeswehr.

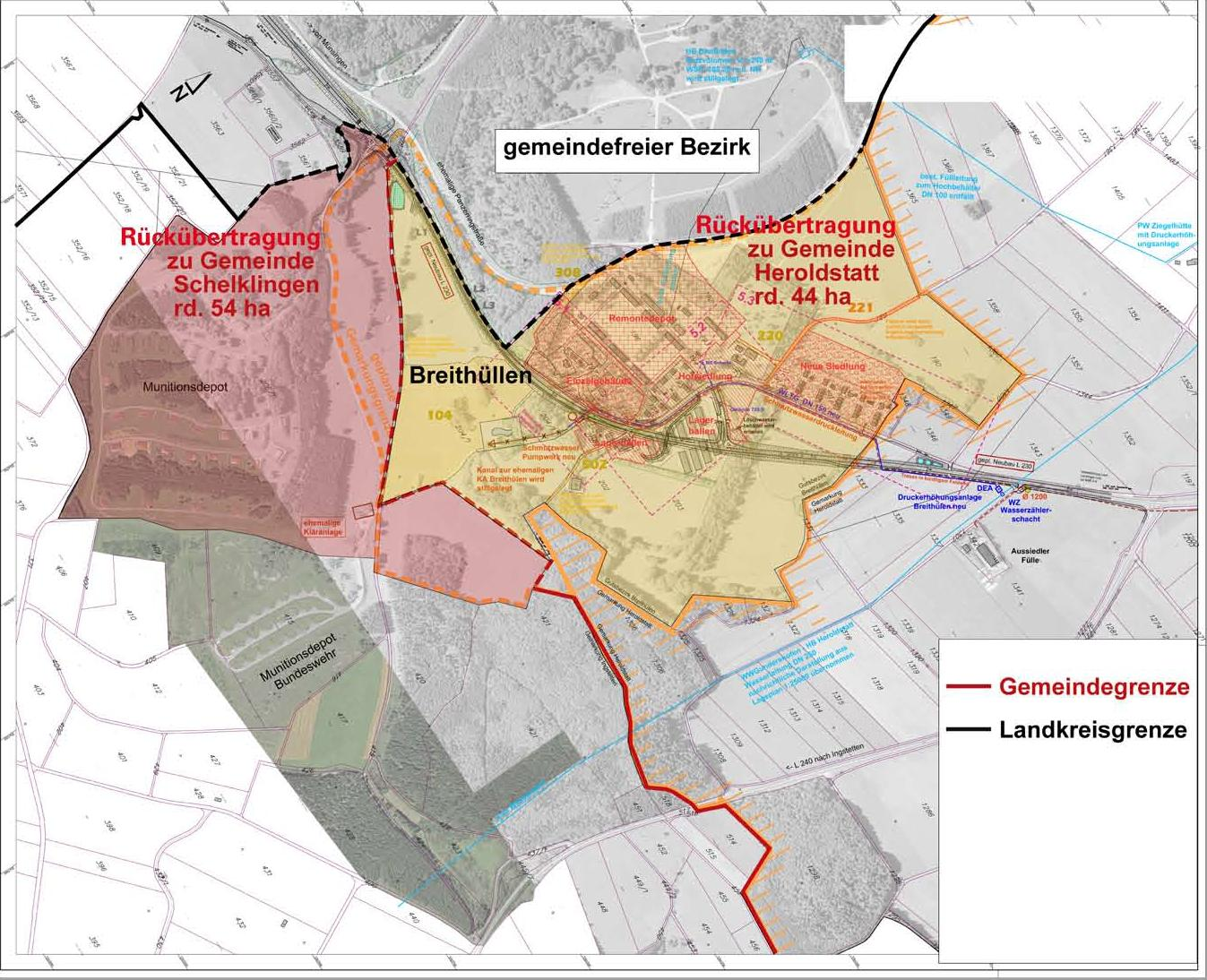
An die Gemeinden Heroldstatt (Wohnsiedlung und Remontedepot Breithülen) und Schelklingen (Munitionsdepot Ingstetten) rückübertragene Flächen des Gutsbezirks

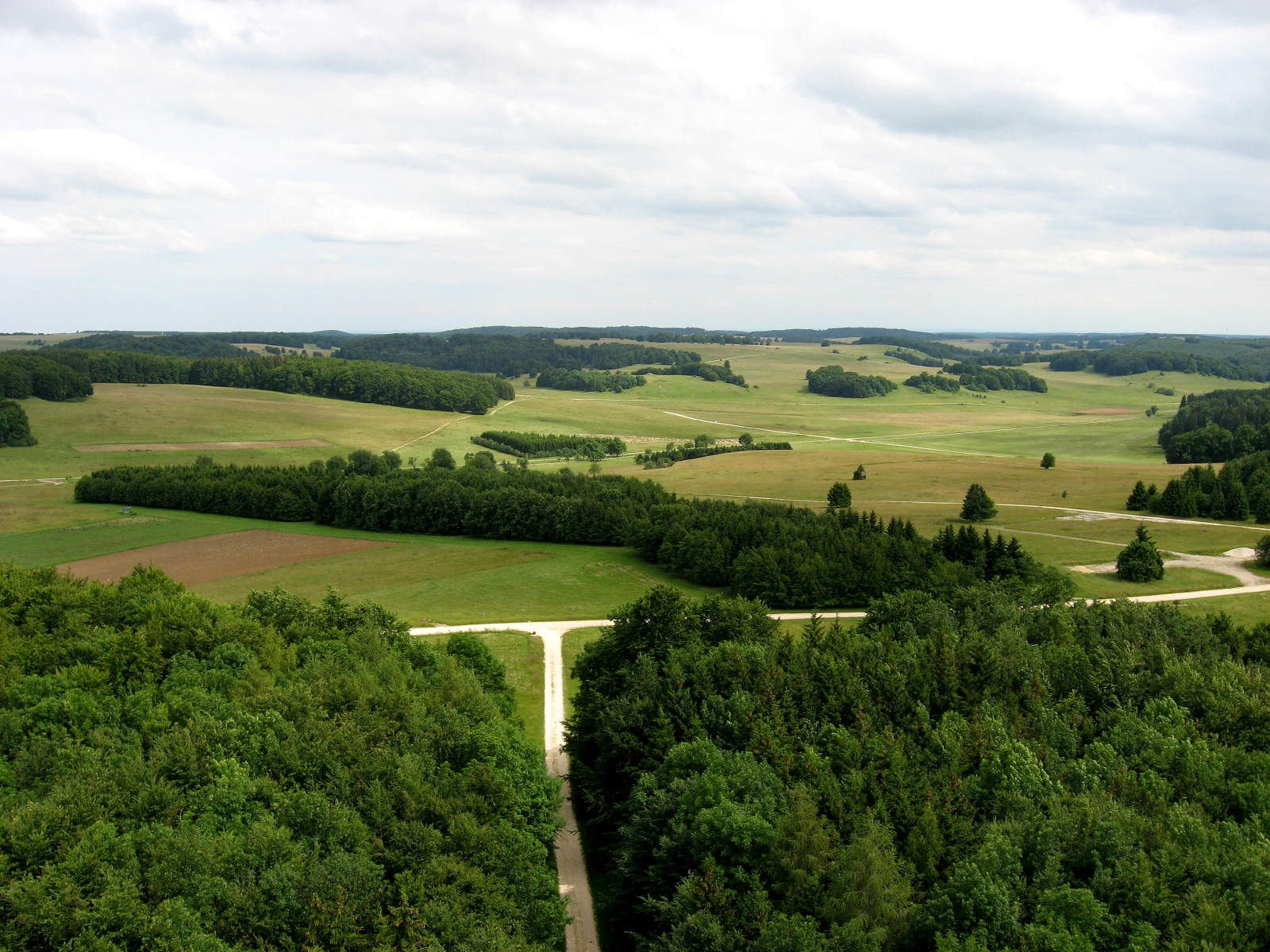
Das nördliche Münsinger Hardt

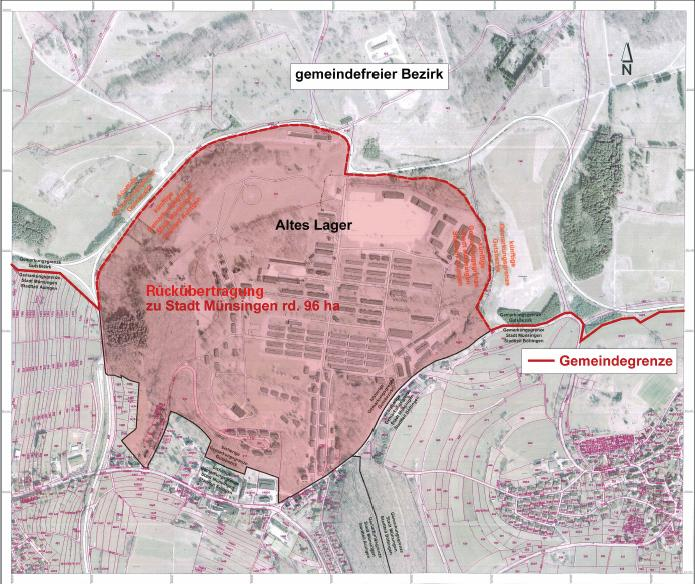
An die Stadt Münsingen rückübertragene Fläche (Altes Lager, Soldatenwohnsiedlung „Am Kapf“ und Wohngebiet „Königstraße“) des Gutsbezirks

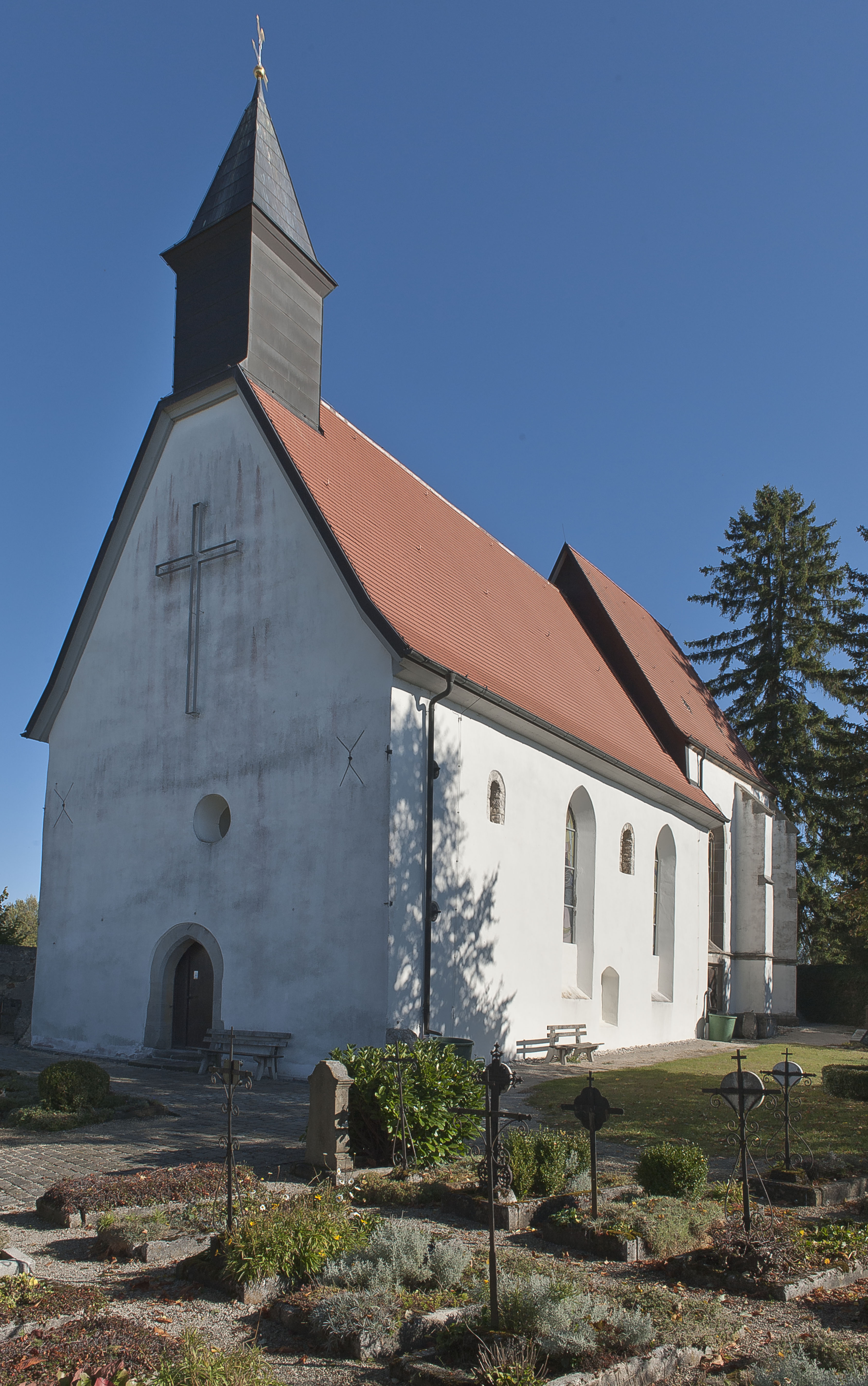
Kirche und Friedhof von Gruorn

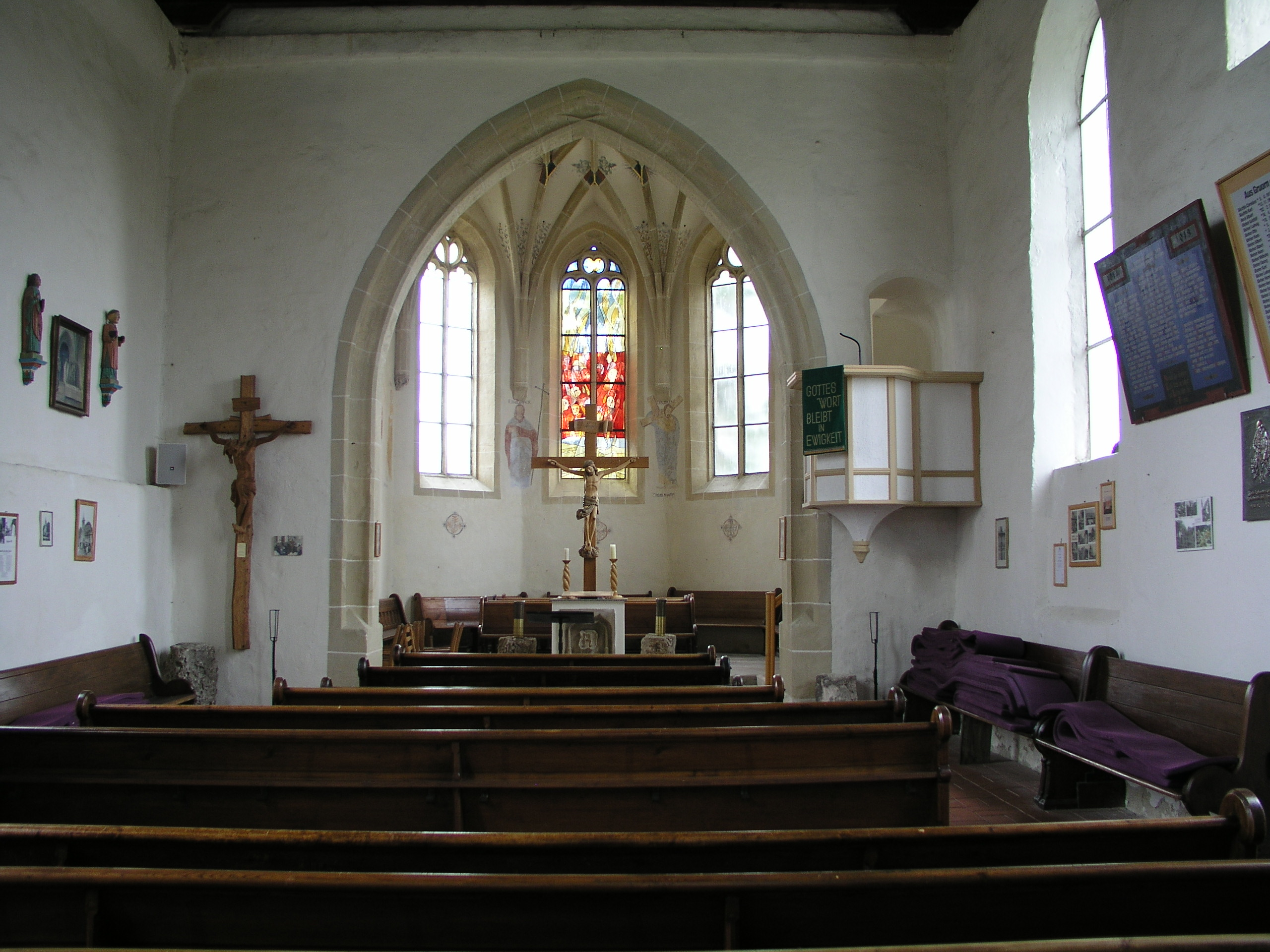
Innenansicht der Kirche von Gruorn

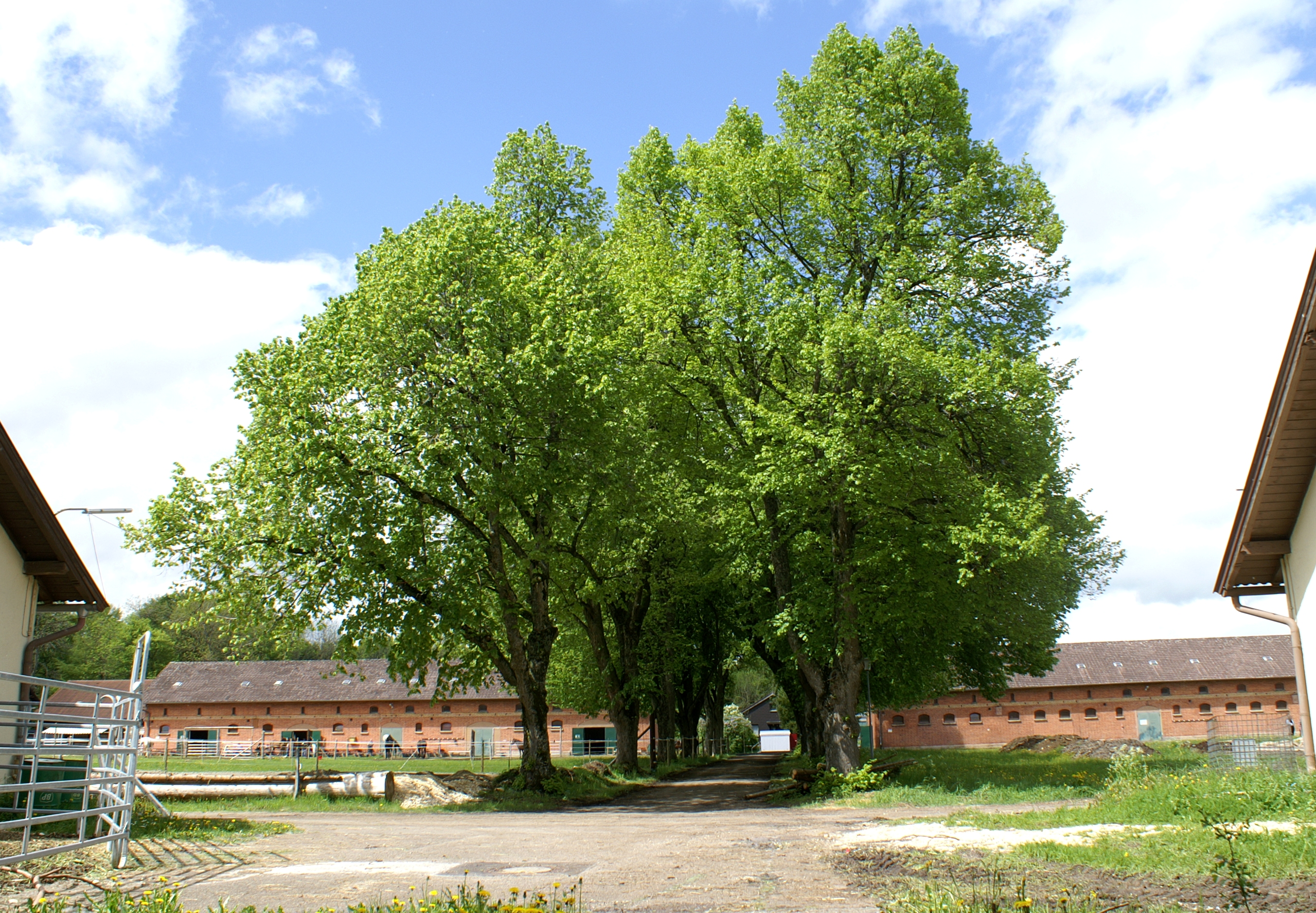
Lindenallee im ehemaligen Remonte-Depot in Breithülen

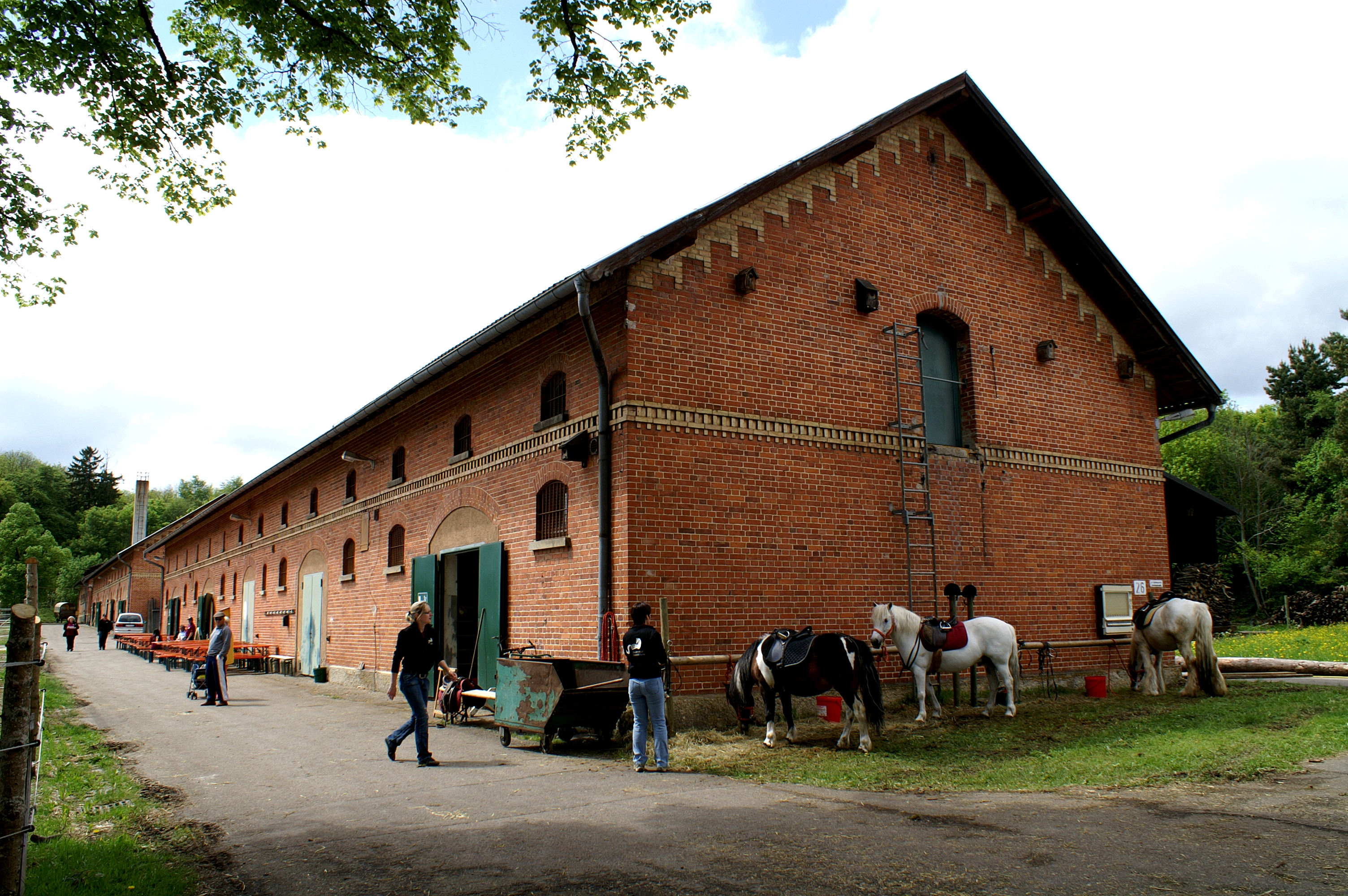
Im historischen Remonte-Depot in Breithülen befand sich ein Reiterhof

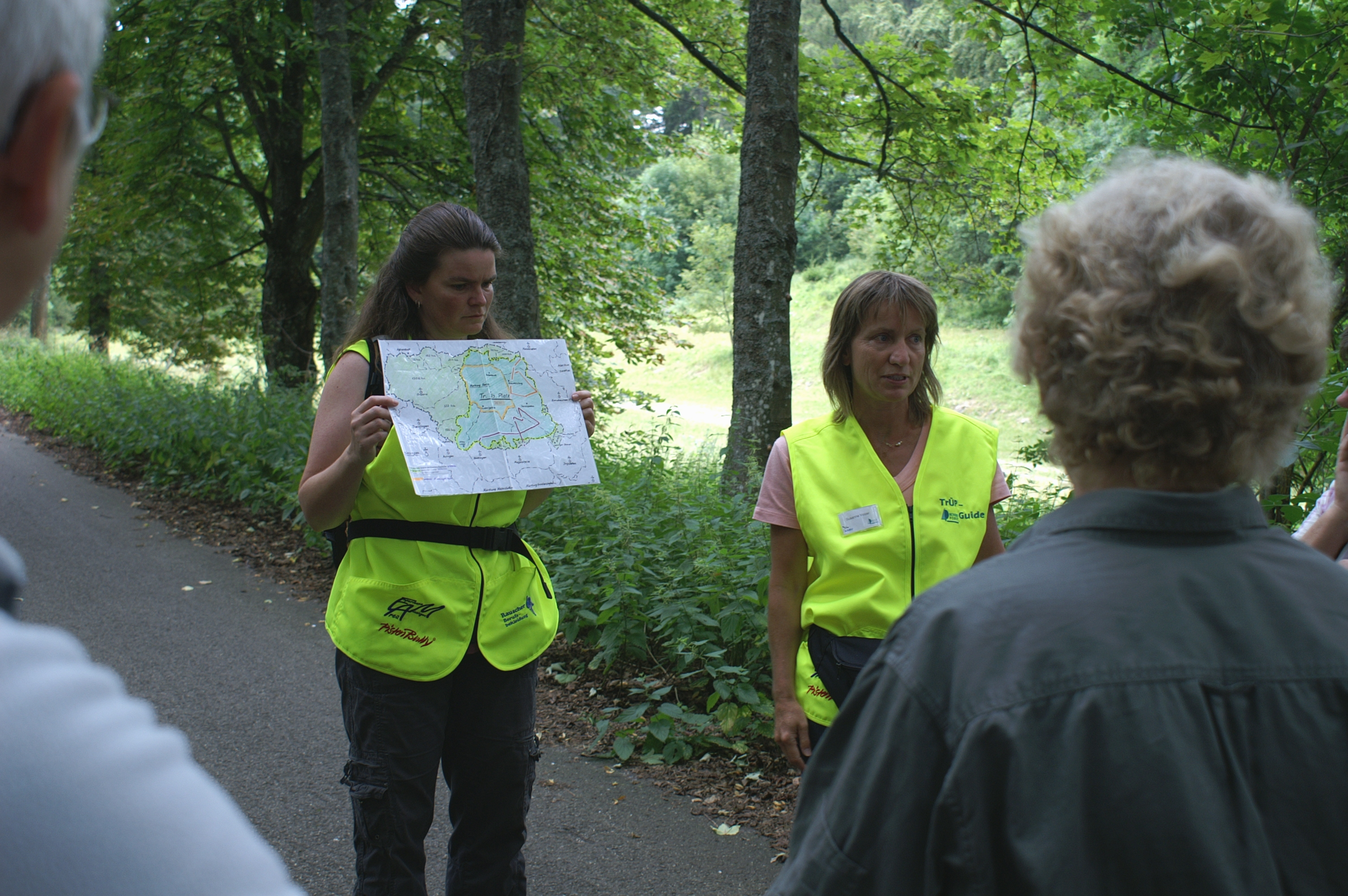
Exkursion mit TrÜP-Guides durch den ehemaligen Truppenübungsplatz

### 21. Jahrhundert
Am 21. Oktober 2005 wurde der Truppenübungsplatz außer Dienst gestellt und der Bundesanstalt für Immobilienaufgaben übergeben. Das Gebiet soll weiterhin in Bundesbesitz bleiben, nicht zuletzt, da weite Teile durch Kampfmittel belastet sind. Das an Auingen angrenzende Wohngebiet „Königstraße“, die Soldatensiedlung „Am Kapf“ und der öffentliche Wohnbereich „Altes Lager“ mit einer Fläche von 96,3 Hektar und 41 Einwohnern wurden der Stadt Münsingen (Landkreis Reutlingen), die Wohnsiedlung „Breithülen“ mit 77,5 Hektar und 64 Einwohnern der Gemeinde Heroldstatt (Alb-Donau-Kreis) und das ehemalige „Munitionsdepot Ingstetten“ mit 56,3 Hektar der Gemeinde Schelklingen (Alb-Donau-Kreis) zugeschlagen. Die ehemalige Soldatensiedlung „Am Kapf“ wurde inzwischen durch die Stadt Münsingen abgerissen. Damit wurde im Jahr 2010 die Rekommunalisierung des Truppenübungsplatzes Münsingen durch das Land Baden-Württemberg abgeschlossen. Der Kreistag des Landkreises Reutlingen und der Kreistag des Alb-Donau-Kreises, die drei betroffenen Gemeinden, das Regierungspräsidium Tübingen sowie das Innenministerium von Baden-Württemberg und die Bundesanstalt für Immobilienaufgaben haben den Veränderungen der Kreis- bzw. Gemeindegrenzen und dem damit verbundenen Gebietszuwachs bereits zugestimmt. Der Landtag von Baden-Württemberg verabschiedete am 15. Dezember 2010 das Gesetz zur Neugliederung des gemeindefreien Gebiets „Gutsbezirk Münsingen“.
Am 1. Januar 2011 wurde die Rekommunalisierung der bewohnten Gebiete des Gutsbezirks Münsingen somit endgültig vollzogen. Damit endete nach 68 Jahren die gemeindefreie Zeit für Breithülen sowie für die oben genannten und an Auingen angrenzenden Wohngebiete. Der 6473 Hektar große und unbewohnte Truppenübungsplatz des ehemaligen Gutsbezirks mit dem aufgegebenen Dorf Gruorn geht als unbewohntes gemeindefreies Gebiet in die unmittelbare Verwaltung des Landkreises Reutlingen über. Notwendig wird auch eine Neuzuschneidung der Landtagswahlkreise Hechingen-Münsingen (61) und Ehingen (65) sowie der Bundestagswahlkreise Reutlingen (289) und Ulm (292), da die Einwohner von Breithülen zum Alb-Donau-Kreis gehören und somit zum Landtagswahlkreis Ehingen bzw. zum Bundestagswahlkreis Ulm wechseln. Die Wohngebiete „Königstraße“, „Am Kapf“ und der öffentliche Wohnbereich „Altes Lager“ verblieben im Landtagswahlkreis Hechingen-Münsingen und im Bundestagswahlkreis Reutlingen. Nach mehr als 70 Jahren dürfen die Bewohner der rekommunalisierten Wohngebiete zudem wieder bei Bürgermeister- und Gemeinderatswahlen in den jeweiligen Gemeinden mitwählen. Außerdem erhielt Breithülen mit der Eingemeindung nach Heroldstatt die neue Postleitzahl 72535 und gab im Gegenzug die Postleitzahl 72525 von Münsingen ab.
Der Gutsbezirk Münsingen ist zentraler Bestandteil des Biosphärengebiets Schwäbische Alb. Seit April 2006 ist das ehemalige Sperrgebiet auf ausgewiesenen Wegen für die Öffentlichkeit zugänglich. Für Wanderer, Radfahrer und Inline-Skater wurden genau gekennzeichnete und gelb markierte Strecken freigegeben, der größte Teil dieses Wegenetzes ist asphaltiert. Aus Naturschutzgründen und wegen der vorhandenen Kampfmittelbelastung dürfen diese Wege nicht auf eigene Faust verlassen werden; für Verstöße werden Bußgelder bis zu 50.000 Euro angedroht. Vom 1. April bis zum 1. November besteht jedoch die Möglichkeit einer Teilnahme an einer geführten Exkursion, um dabei die Landschaft und die Tier- und Pflanzenwelt an sicheren Stellen abseits der Hauptwege näher kennenzulernen. Diese Touren werden von umfassend ausgebildeten und geschulten Truppenübungsplatz-Führern (TrÜP-Guides) geleitet. Für Wanderer bieten die TrÜP-Guides drei verschiedene Routen an, die in den Nordosten, den Nordwesten oder den Südosten des 6700 Hektar großen Gebietes führen. Es besteht auch die Möglichkeit, mit einem TrÜP-Guide eine Tour mit dem Fahrrad oder einem Bus auf den öffentlichen Wegen des Areals zu unternehmen. Die Kirchenführung in Gruorn und eine Besichtigung des Alten Lagers in Münsingen sind auf Anfrage ebenfalls möglich.
Im Alten Lager befindet sich das Informationszentrum für das Biosphärengebiet Schwäbische Alb, die Geschäftsstellen des Biosphärengebietes und des Vereins Geopark Schwäbische Alb e. V. haben dort bereits ihren Sitz. Im Remonte-Depot in Breithülen befand sich ein Reiterhof; seit November 2011 ist dort eine Schuhfabrik ansässig.
Die in den 1980er Jahren gebaute 38 Kilometer lange Panzerringstraße ist eine Privatstraße und für Besucher des ehemaligen Truppenübungsplatzes gesperrt. Dieser betonierte etwa 10 Meter breite Rundkurs (sowie das ehemalige Fahrschulgelände zwischen Böttingen und Magolsheim) ist verpachtet und wird von verschiedenen Unternehmen wie z. B. Liebherr und Daimler für Test- und Vorführfahrten im niedrigen Geschwindigkeitsbereich genutzt.

### Einwohnerentwicklung
Es handelt sich um Einwohnerzahlen nach dem jeweiligen Gebietsstand. Die Zahlen sind Volkszählungsergebnisse (¹) oder amtliche Fortschreibungen des Statistischen Landesamtes Baden-Württemberg (nur Hauptwohnsitze).
| Jahr                 | Einwohner |
| -------------------- | --------- |
| 1. Dezember 1871 ¹   | 615       |
| 1. Dezember 1880 ¹   | 724       |
| 1. Dezember 1890 ¹   | 686       |
| 1. Dezember 1900 ¹   | 670       |
| 1. Dezember 1910 ¹   | 728       |
| 16. Juni 1925 ¹      | 693       |
| 16. Juni 1933 ¹      | 665       |
| 17. Mai 1939 ¹       | 38        |
| 13. September 1950 ¹ | 431       |
| 1956                 | 393       |
| 6. Juni 1961 ¹       | 296       |

| Jahr              | Einwohner |
| ----------------- | --------- |
| 27. Mai 1970 ¹    | 262       |
| 31. Dezember 1975 | 247       |
| 31. Dezember 1980 | 217       |
| 25. Mai 1987 ¹    | 143       |
| 31. Dezember 1990 | 122       |
| 31. Dezember 1995 | 240       |
| 31. Dezember 2000 | 263       |
| 31. Dezember 2005 | 228       |
| 31. Dezember 2007 | 196       |
| 31. Dezember 2010 | 160       |
| 1. Januar 2011    | 0         |

## Politik
Verwaltungsmäßig war der Gutsbezirk Münsingen bis zum 31. Dezember 2009 eine Gebietskörperschaft im Sinne der Gemeindeordnung für Baden-Württemberg und insofern mit den übrigen Gemeinden Baden-Württembergs vergleichbar. Allerdings hatte der Gutsbezirk keine Gemeindevertretung (Gemeinderat) und keinen Bürgermeister. Die wahlberechtigte Bevölkerung konnte somit lediglich bei Wahlen im Bund, im Land Baden-Württemberg und im Landkreis Reutlingen teilnehmen.

### Gutsbezirksvorsteher und Geschäftsführer
Als Oberhaupt hatte das gemeindefreie Gebiet anstelle eines Bürgermeisters einen Gutsbezirksvorsteher, der nicht gewählt wurde, sondern als Berufsbeamter durch die Oberfinanzdirektion Stuttgart bestellt wurde. Diesem war wiederum ein Geschäftsführer unterstellt, welcher sich um die anfallenden Gemeindeaufgaben kümmerte.

#### Bezirksvorsteher seit 1946
- 1946–1975: Friedrich Schock
- 1975–1980: Adam Fleischmann
- 1980–1982: Günther Miller
- 1982–2010: Horst Medrow

#### Geschäftsführer seit 1946
- 1946–1976: Paul Früh
- 1976–2010: Willi Börgmann

### Volksentscheid
Am 26. September 2010 fand im Gutsbezirk Münsingen ein nichtbindender Volksentscheid statt, bei welchem über die zukünftige Zugehörigkeit der Bewohner des Gutsbezirks entschieden wurde.

## Kultur und Sehenswürdigkeiten

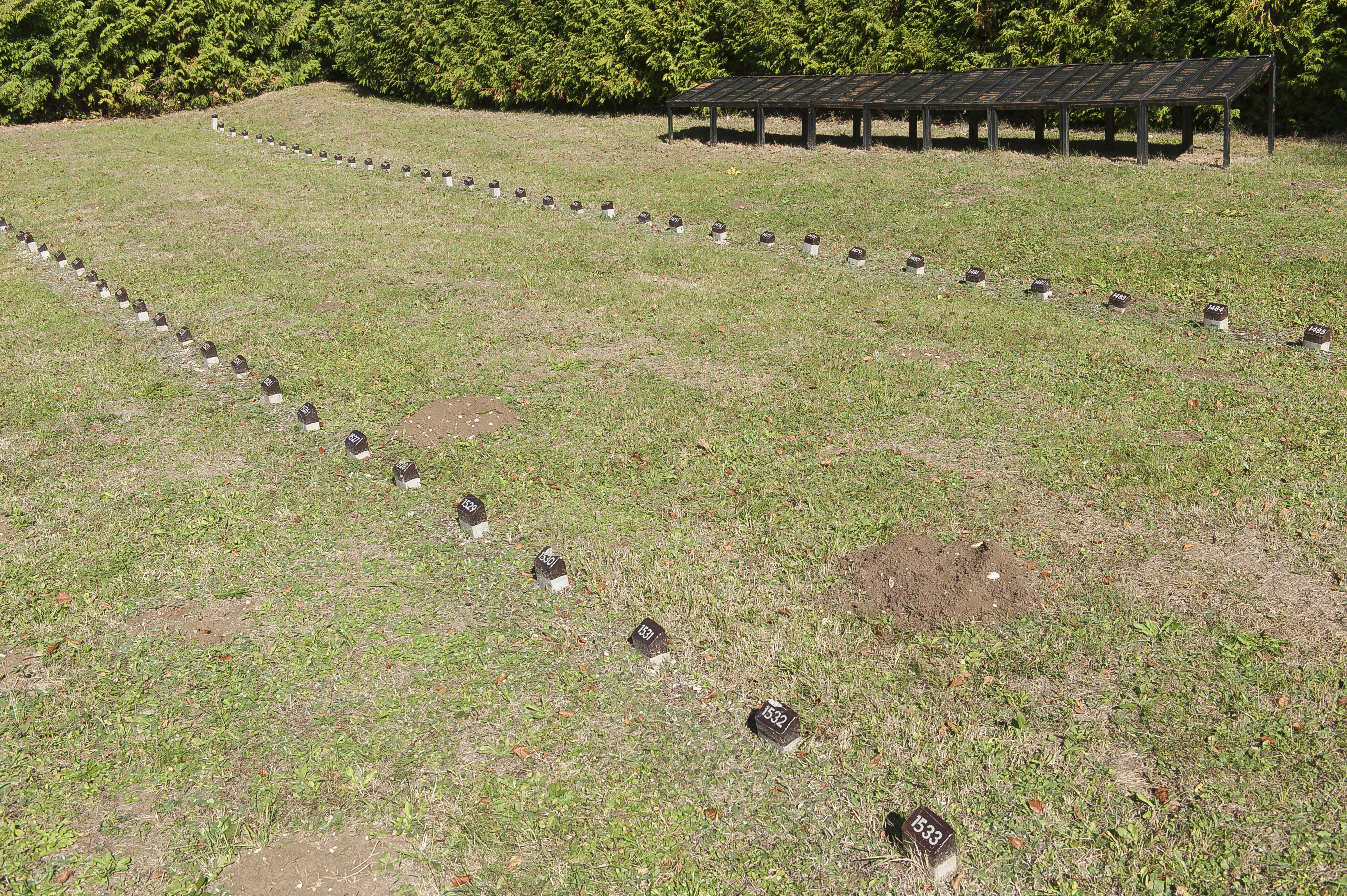
Friedhof der russischen Kriegsgefangenen Gänsewag

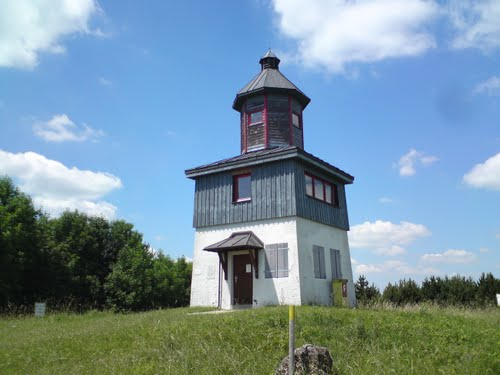
Aussichtsturm Sternenberg

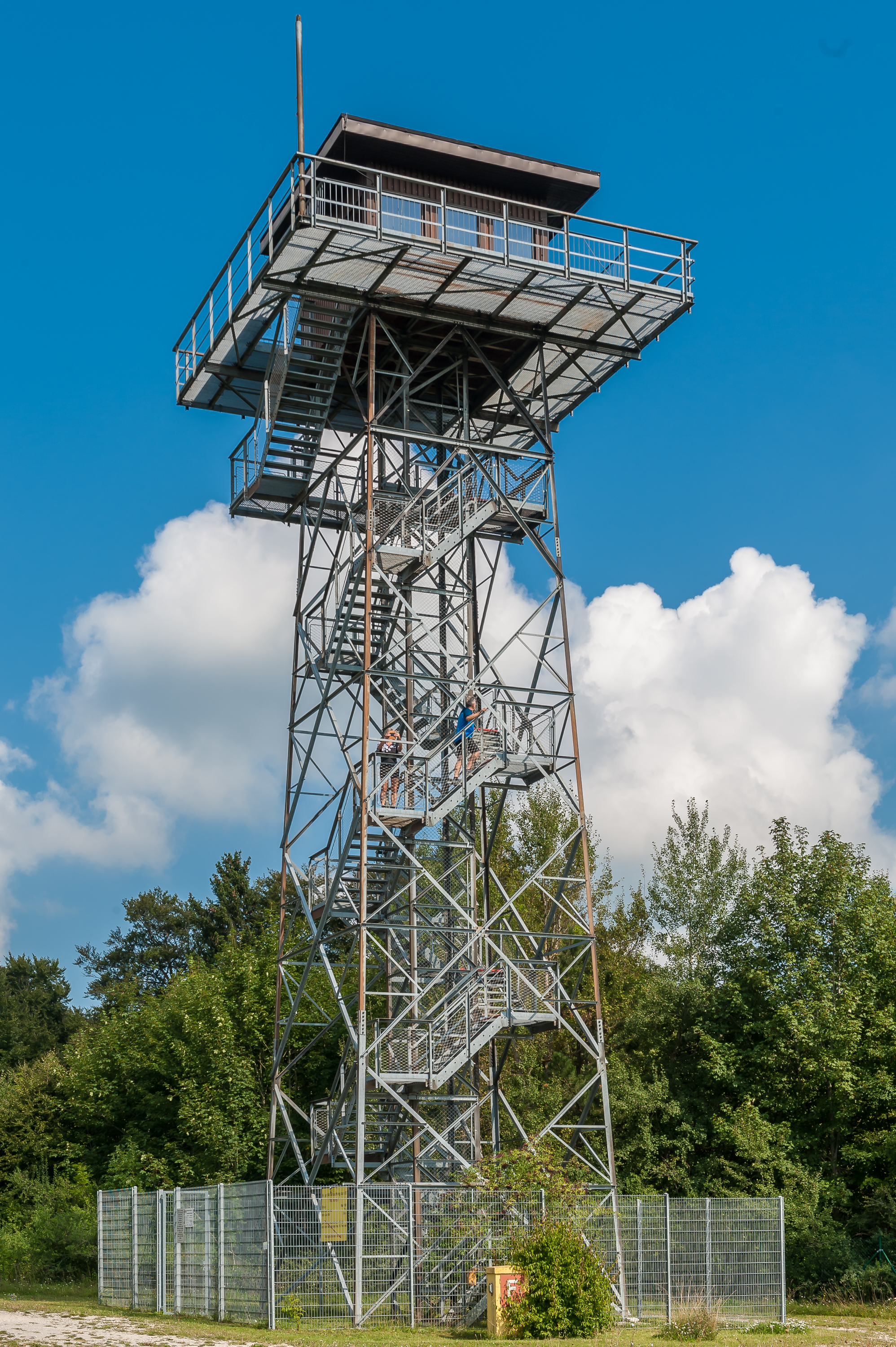
Aussichtsturm Waldgreut

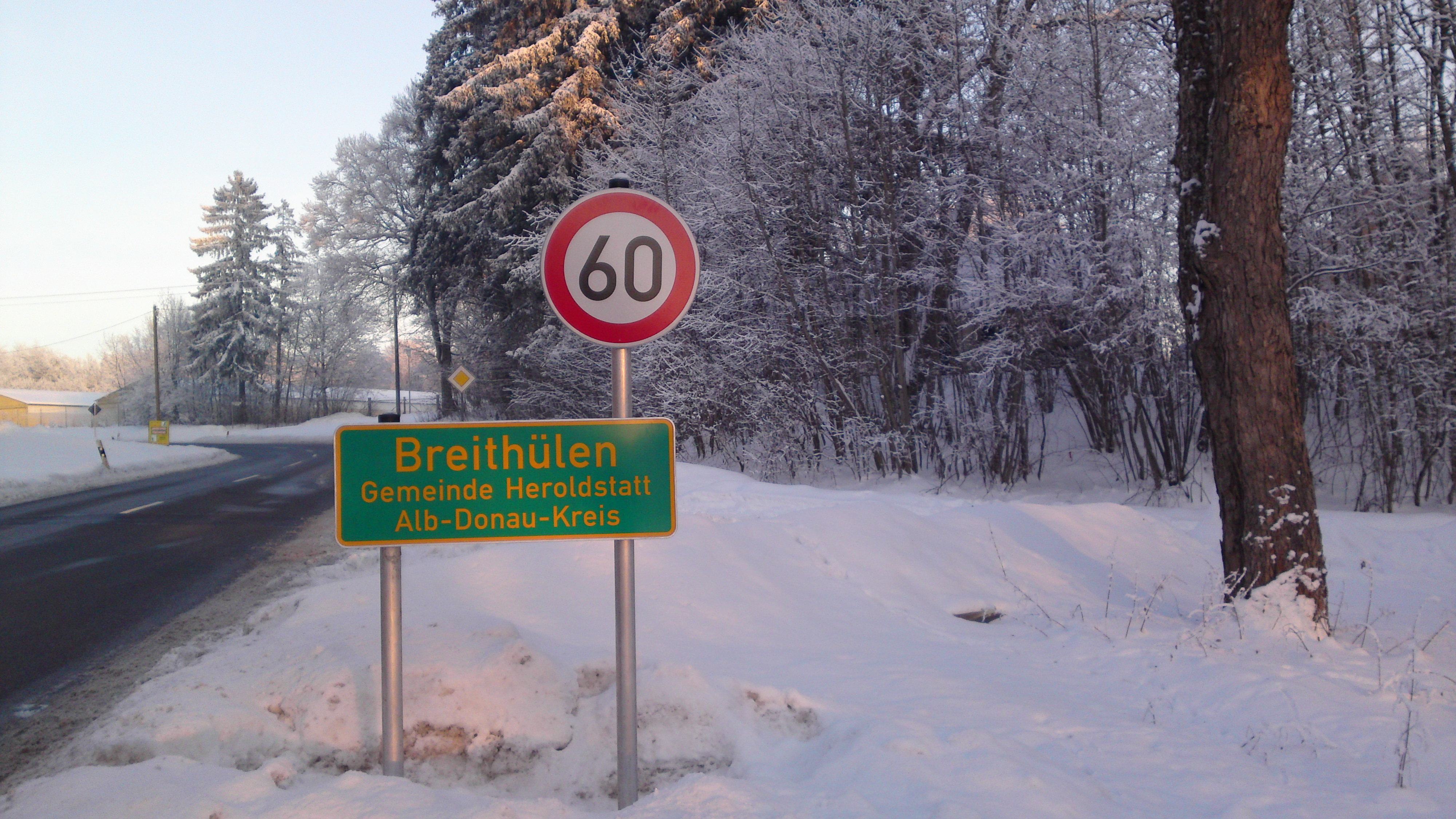
Neue Ortshinweistafel von Breithülen seit 1. Januar 2011

### Friedhöfe
Auf dem Gelände des ehemaligen Truppenübungsplatzes befinden sich drei frei zugängliche Friedhöfe:
Der Friedhof Hörnle, der Waldfriedhof Gänsewag und der Friedhof bei der Stephanuskirche.
Der Friedhof Hörnle liegt direkt neben dem Alten Lager; man erreicht ihn am besten über den südlichen Eingang zum Weg Nr. 1. Dort wurden nicht nur deutsche Soldaten und Übungsplatzbedienstete beerdigt, sondern auch die Gefallenen zweier ausländischer Verbände, die nach Beginn des Zweiten Weltkriegs in Münsingen aufgestellt worden waren, nämlich die italienische Division Monte Rosa von 1943/44 und die Russische Befreiungsarmee General Wlassows von 1944/45.
Der Waldfriedhof Gänsewag liegt ein paar hundert Meter weiter nördlich am Weg Nr. 4. Hier wurden hauptsächlich russische Soldaten des Ersten Weltkriegs aus dem Kriegsgefangenenlager Gänsewag bestattet. Außerdem gibt es hier ein Massengrab für sowjetische Gefangene, die im Winter 1941/42 unter unmenschlichen Bedingungen starben. Des Weiteren wurden Zwangsarbeiter und Kriegsgefangene aus der Region hier beigesetzt. Ein Gedenkstein mit kyrillischer Inschrift erinnert an 542 unbekannte Tote.
Ein weiterer Friedhof befindet sich bei der Stephanuskirche im einstigen Dorf Gruorn. Das Komitee zur Erhaltung der Kirche in Gruorn e. V. betreut die alten Gräber.

### Bauwerke
Der Schwäbische Albverein hat nach der Schließung des Truppenübungsplatzes vier Beobachtungstürme übernommen, darunter drei 1981 errichtete Stahlgittertürme, die ursprünglich demontiert werden sollten. Sie wurden nach Umbaumaßnahmen im April 2007 als Aussichtstürme freigegeben. Der Hursch-Turm ist mit 42 m der höchste der drei Stahlgitterkonstruktionen und befindet sich südwestlich von Zainingen auf dem Hursch in einer Höhenlage von 853 m ü. NN. Der Waldgreutturm südöstlich von Zainingen ist 20 m (864 m ü. NN), der Heroldstatt-Turm westlich von Ennabeuren 30 m (810 m ü. NN) hoch. Der vierte Turm auf dem Sternenberg bei Böttingen ist eine ehemalige Mühle, lediglich 8 m hoch (836 m ü. NN) und nur zeitweise geöffnet. 2016 hat der Schwäbische Albverein diesen Turm an die Bundesanstalt für Immobilienaufgaben zurückgegeben, die Betreuung erfolgt seither durch deren Geschäftsbereich Bundesforst. Bei klarem Wetter sind von allen Türmen aus gelegentlich die Alpen zu sehen, ebenso sind zeitweise das Ulmer Münster (von Hursch und Waldgreut) oder der Stuttgarter Fernsehturm (von Hursch) erkennbar.
Daneben gibt es fünf weitere, steinerne Beobachtungstürme auf dem Gelände, die – wie auch mehrere steinerne oder betonierte Beobachtungsbunker – jedoch aus Sicherheitsgründen eingezäunt und daher für die Öffentlichkeit nicht zugänglich sind. Teilweise dienen die alten Beobachtungsbunker nun als Rückzugsort für Fledermäuse.